# Howard Morris (biochimiste)
Howard Redfern Morris est un biochimiste britannique.

## Biographie
Il travaille à l'Imperial College en tant que chargé de cours de 1975 à 1978, en tant que lecteur en chimie des protéines de 1978 à 1980 et en tant que professeur (plus tard émérite) de chimie biologique à partir de 1980 ,.
Il est président et directeur scientifique de BiopharmaSpec Ltd et membre du comité d'audit de l'Institute of Cancer Research .
Il est élu Fellow de la Royal Society en 1988  et en 2014 reçoit la Royal Medal de la Society .